# 캐논 EOS 1200D
캐논 EOS 1200D(Canon EOS 1200D)는 2014년 2월 12일 발표된 캐논 주식회사의 입문자 용 디지털 SLR이다. 북미에서는 Digital Rebel T5, 일본에서는 EOS Kiss X70 이란 이름으로 출시되었다. 보다 향상된 이미지 처리 프로세서와, Full-HD로 강화된 동영상 기능이 전작과의 차이점이다.
1200D는 46만 화소 고정형 3인치 LCD 스크린을 채용했으며, 입문자를 위한 Basic+ control 메뉴, 크리에이티브 오토 및 필터 기능을 탑재하고 있다. 뿐만 아니라 고급 사용자를 위한 수동 기능 역시 충실하다.

## 한국내 출시
캐논코리아컨슈머이미징은 입문형 DSLR이라는 라인업을 감안해 국내 소비자들이 신제품 카메라에 대해 좀 더 친근하게 느끼도록 EOS Hi라고 이름을 변경해 출시하였다.

## 같이 보기
- 캐논
- 캐논 EOS
- 캐논 EF 마운트
- 캐논 EF-S 마운트